# Drosophila soror
Drosophila soror este o specie de muște din genul Drosophila, familia Drosophilidae, descrisă de Ignaz Rudolph Schiner în anul 1868.
Este endemică în Columbia. Conform Catalogue of Life specia Drosophila soror nu are subspecii cunoscute.